# Михановский, Владимир Наумович
Владимир Наумович Михановский (2 октября 1931 (Харьков, Украинская ССР) — 1 марта 2019) — русский и украинский советский поэт, писатель, прозаик, драматург, переводчик.

## Биография
Окончил физико-математический факультет Харьковского университета имени М. Горького (1954) и Высшие литературные курсы (1969).
 Преподавал математику и физику в Харьковском университете (1954—1962).

Печатается с 1948 года.

Член Союза писателей СССР с 1963 года.
Состоял в Союзе писателей Москвы.
За свою творческую жизнь написал более 100 фантастических повестей и рассказов, в целом невысоко оцененных критикой. Так, «Энциклопедия фантастики» утверждает, что его НФ произведения «не поднимаются выше ремесленных поделок, полных штампов и иногда кажущихся самопародией; вместе с тем, автор хорошо чувствует конъюктуру (благодаря чему его поздние НФ произв., проникнутые „сибирским“ и „славянским“ духом, увидели свет в изд-ве „Молодая гвардия“)». Основная тематика большинства этих произведений — роботы, взаимоотношения людей и машин, место роботов в человеческом обществе:

В целом многочисленные фантастические произведения Михановского в значительной степени экспонировали средний уровень отечественной фантастики 60-70-80-х годов. Впрочем, автор пришёл в НФ на пике волны энтузиазма и увлечённости фантастикой, — совпавшими с острейшим издательским дефицитом подобного рода произведений и — жаждой читать фантастику. В те годы со снисходительным вниманием встречалась каждая, пусть и не слишком выдающаяся, — новинка.

По итогам 2006 года за многолетнюю преданность жанру фантастики стал лауреатом премии «Лунная Радуга» Сергея Павлова.— Лаборатория Фантастики

## Сочинения
- Люблю. \ Стихи. — Харьков: 1958
- Прими нас, даль широкая. \ Стихи. — Харьков: 1963
- Тайна одной лаборатории. \ Фант. рассказы. — Харьков: 1964
- Шаги в бесконечности. \ Роман. — М.: Мысль, 1973
- Гостиница «Сигма». \ НФ-повести и рассказы. — М.: Детская литература, 1979
- Свет над тайгой. \ НФ-повести и рассказы. — М.: Молодая гвардия, 1982
- Перекрёсток дальних дорог. \ Повести и рассказы. — М.: Молодая гвардия, 1987
- Дальние зарницы. — М.: 1990
- Тени королевской впадины. \ Роман. — М.: Воениздат, 1991
- Приказано обезвредить… \ Док. повесть. — М.: 1999
- Самое таинственное убийство. \ Роман. — М.: Терра — Книжный клуб; СКЦ «Норд», 1999

## Фильмография
- 1979 — Неожиданный финал (короткометражный) — автор сценария
- 1983 — Опасные пустяки (короткометражный) — автор сценария